# 臺北高等行政法院
臺北高等行政法院，是中華民國的二級法院之一，屬於行政法院，台灣法界人士通常簡稱為北高行，以最高行政法院為上級審法院。

## 沿革
1930年代初，《行政訴訟法》及相關組織法公布施行。1933年正式成立行政法院，當時的行政訴訟制度採一級一審制，故只有設立行政法院一所，集初審、終審、事實審、法律審於一身。
司法院有鑑於此，乃於1981年7月間組成「司法院行政訴訟制度研究修正委員會」，致力於行政訴訟制度之研修，並配合修正《行政法院組織法》，將審級制度由一級一審改為二級二審與一級一審併行之雙軌制。依修正草案規定，行政法院設中央行政法院與地區行政法院二級，並於省、直轄市及特別區域各設置地區行政法院。
1998年10月2日立法院三讀通過之《行政訴訟法》，改採雙軌制，回歸二級二審制，將行政法院分為最高及高等行政法院二級，不採中央及地區行政法院之劃分；於1999年1月3日三讀通過之《行政法院組織法》亦隨之修正。司法院遂規劃設置臺北、臺中及高雄等三所高等行政法院，須為相關籌備事宜；司法院乃函令《行政訴訟法》及《行政法院組織法》均於2000年7月1日施行，臺北高等行政法院於是日創設成立。
2023年8月15日，繫屬於臺灣士林地方法院行政訴訟庭之案件未及於本月14日前審結者，移交臺北高等行政法院地方行政訴訟庭續審。

## 歷任院長[1]
| 任屆 | 姓名   | 就任時間       | 卸任時間       |
| ---- | ------ | -------------- | -------------- |
| 1    | 葉百修 | 2000年7月1日   | 2006年7月3日   |
| 2    | 蔡進田 | 2006年7月3日   | 2010年10月21日 |
| 代理 | 王立杰   | 2010年10月21日 | 2010年11月19日 |
| 3    | 鄭淑貞 | 2010年11月19日 | 2016年6月15日  |
| 4    | 吳明鴻 | 2016年6月15日  | 2018年7月1日   |
| 5    | 劉鑫楨 | 2018年7月2日   | 2022年4月14日  |
| 6    | 侯東昇 | 2022年4月14日  | 現任           |

## 管轄[2]
一、土地管轄
臺北市、新北市、桃園市、新竹市、新竹縣、基隆市、宜蘭縣、花蓮縣、金門縣、連江縣，總面積約12,000平方公，總人口約約占全國總人口數的二分之一，轄區人口為11,166,467人（2021年8月）。
二、事務管轄
- 在三級二審行政訴訟制度下，高等行政法院地方行政訴訟庭審理事件如下：

1. 訴訟標的金額或價額在150萬元以下，超過50萬元的通常訴訟程序事件之第一審。
2. 簡易訴訟程序事件（即訴訟標的金額或價額在新臺幣50萬元以下，或因不服行政機關所為告誡、警告、記點、記次、講習、輔導教育或其他相類之輕微處分而涉訟者，或關於內政部移民署之行政收容事件，或合併請求損害賠償或其他財產上給付者）之第一審。
3. 交通裁決事件（即不服裁決所或監理所作成之裁決而提起訴訟之事件）之第一審。
4. 與前述三種事件相關之保全證據事件及保全程序事件。
5. 收容聲請事件之第一審。
6. 提審聲請事件之第一審。
7. 公民投票訴訟起訴前及起訴後遇有急迫情形之保全證據聲請事件。
8. 行政訴訟強制執行事件。

- 高等行政法院高等行政訴訟庭審理事件如下：

1. 訴訟標的金額或價額超過150萬元及其他事件的通常訴訟程序事件。
2. 都市計畫審查程序事件之第一審。
3. 與前述二種事件相關之保全證據事件及保全程序事件。
4. 不服高等行政法院地方行政訴訟庭之裁判而上訴或抗告之第二審事件。

對於高等行政法院高等行政訴訟庭所為之第二審裁判，不得再提起上訴或抗告；高等行政法院高等行政訴訟庭受理前開上訴或抗告事件，認有確保裁判見解統一之必要者，應以裁定移送最高行政法院裁判之，程序上並準用行政法院組織法大法庭相關規定。

## 組織[3]
- 院長

### 審判
- 第一庭
- 第二庭
- 第三庭
- 第四庭
- 第五庭
- 第六庭
- 第七庭
- 第八庭

### 行政
- 書記處
  - 審查科
  - 紀錄科
  - 文書科
  - 研究發展考核科
  - 訴訟輔導科
  - 總務科
  - 法警室
  - 法官助理室
- 司法事務官室
- 人事室
- 會計室
- 統計室
- 政風室
- 資訊室

### 各委員會
- 法官自律委員會
- 職務評定委員會
- 考績委員會
- 甄審委員會
- 國家賠償事件處理委員會
- 性騷擾申訴調查委員會

## 外部連結
- 臺北高等行政法院 （页面存档备份，存于）（中文）（英文）